# Serie Promozione 1929-1930
La Serie Promozione 1929-1930 è stata la 30ª edizione del campionato svizzero di calcio di Serie Promozione (seconda divisione). La squadra vincitrice è stata il Locarno.

## Regolamento
Le 54 squadre partecipanti furono suddivise in sei gironi a carattere regionale di cui 4 di 9 squadre ciascuno e 1 di 8 squadre e 1 di 10 squadre.
Le prime squadre classificate di ogni girone si affrontarono in una fase finale per stabilire le tre squadre che incontrarono le tre squadre di Serie A terminate in ultima posizione nei rispettivi gironi. Le tre squadre che vinsero questi incontri retrocedettero o furono promosse.
Le ultime squadre classificate di ciascun girone affrontarono le squadre di Serie B aspiranti alla promozione per stabilire promozioni e retrocessioni.

## Gruppi orientali

### Gruppo est 1

#### Classifica finale
|  | Pos. | Squadra                | Pt | G  | V | N | P | GF | GS | DR |
|  | ---- | ---------------------- | -- | -- | - | - | - | -- | -- | -- |
|  | 1.   | Locarno                | 28 | 18 |   |   |   |    |    |    |
|  | 2.   | Oerlikon               | 24 | 18 |   |   |   |    |    |    |
|  | 3.   | Seebach                | 23 | 18 |   |   |   |    |    |    |
|  | 4.   | Zurigo (II)            | 22 | 18 |   |   |   |    |    |    |
|  | 5.   | Baden                  | 20 | 18 |   |   |   |    |    |    |
|  | 6.   | Wohlen                 | 16 | 18 |   |   |   |    |    |    |
|  | 7.   | Lugano (II)            | 14 | 18 |   |   |   |    |    |    |
|  | 8.   | SCI Juventus Zurigo    | 12 | 18 |   |   |   |    |    |    |
|  | 9.   | Blue Stars Zurigo (II) | 11 | 18 |   |   |   |    |    |    |
|  | 10.  | Neumünster             | 5  | 18 |   |   |   |    |    |    |

Legenda:
      Ammesso alla finale per la promozione in Serie A 1929-1930.
      Va agli spareggi Serie Promozione/Serie B.
Note:
Due punti a vittoria, uno a pareggio, zero a sconfitta.

### Gruppo est 2

#### Classifica finale
|  | Pos. | Squadra            | Pt | G  | V | N | P | GF | GS | DR  |
|  | ---- | ------------------ | -- | -- | - | - | - | -- | -- | --- |
|  | 1.   | Brühl (II)         | 24 | 16 |   |   |   | 58 | 26 | +32 |
|  | 2.   | Young Fellows (II) | 22 | 16 |   |   |   | 44 | 28 | +16 |
|  | 3.   | Töss               | 20 | 16 |   |   |   | 49 | 27 | +22 |
|  | 4.   | Frauenfeld         | 16 | 16 |   |   |   | 46 | 42 | +4  |
|  | 5.   | San Gallo (II)     | 15 | 16 |   |   |   | 30 | 45 | -15 |
|  | 6.   | Sciaffusa          | 14 | 16 | 4 | 6 | 6 | 31 | 33 | -2  |
|  | 7.   | Veltheim           | 13 | 16 |   |   |   | 35 | 44 | -9  |
|  | 8.   | Winterthur (II)    | 12 | 16 |   |   |   | 30 | 43 | -13 |
|  | 9.   | Romanshorn         | 8  | 16 |   |   |   | 19 | 54 | -35 |

Legenda:
      Ammesso alla finale per la promozione in Serie A 1929-1930.
      Va agli spareggi Serie Promozione/Serie B.
Note:

Due punti a vittoria, uno a pareggio, zero a sconfitta.

### Finale gruppi est 1 e 2
S'incontrarono le due squadre vincenti i rispettivi gironi.
| Lucerna 18 maggio 1930 | Locarno | 5 – 1 | Brühl (II) |  |

### Spareggio per partecipare allo spareggio Serie A/Serie Promozione
S'incontrano la squadra vincente il girone 1 e la seconda del girone 2 (dato che il Bruhl (II), vincitore del girone 2, essendo seconda squadra non poteva essere promossa in Serie A.
| Töss 25 maggio 1930 | Töss | 0 – 2 | Locarno |  |

| Locarno 1 giugno 1930 | Locarno | 5 – 2 | Töss |  |

## Gruppi centrali

### Gruppo centrale 1

#### Classifica finale
|  | Pos. | Squadra                  | Pt | G  | V | N | P | GF | GS | DR |
|  | ---- | ------------------------ | -- | -- | - | - | - | -- | -- | -- |
|  | 1.   | Young Boys (II)          | 27 | 16 |   |   |   |    |    |    |
|  | 2.   | Lucerna                  | 25 | 16 |   |   |   |    |    |    |
|  | 3.   | Bienne-Boujean           | 23 | 16 |   |   |   |    |    |    |
|  | 4.   | Nidau                    | 18 | 16 |   |   |   |    |    |    |
|  | 5.   | Kickers Lucerna          | 17 | 16 |   |   |   |    |    |    |
|  | 6.   | Bienne (II)              | 11 | 16 |   |   |   |    |    |    |
|  | 7.   | Madretsch                | 9  | 16 |   |   |   |    |    |    |
|  | 8.   | Victoria Berna           | 8  | 16 |   |   |   |    |    |    |
|  | 9.   | Cercle des Sports Bienne | 6  | 16 |   |   |   |    |    |    |

Legenda:
      Ammesso alla finale per la promozione in Serie A 1929-1930.
      Va agli spareggi Serie Promozione/Serie B.
Note:
Due punti a vittoria, uno a pareggio, zero a sconfitta.

### Gruppo centrale 2

#### Classifica finale
|  | Pos. | Squadra               | Pt | G  | V | N | P  | GF | GS | DR  |
|  | ---- | --------------------- | -- | -- | - | - | -- | -- | -- | --- |
|  | 1.   | Delémont              | 23 | 14 |   |   |    |    |    |     |
|  | 2.   | Black Stars Basilea   | 19 | 14 |   |   |    |    |    |     |
|  | 3.   | Olten                 | 17 | 14 |   |   |    |    |    |     |
|  | 4.   | Basilea (II))         | 13 | 14 |   |   |    |    |    |     |
|  | 5.   | Nordstern (II)        | 13 | 14 |   |   |    |    |    |     |
|  | 6.   | Allschwil             | 11 | 14 |   |   |    |    |    |     |
|  | 7.   | Liestal               | 7  | 14 |   |   |    |    |    |     |
|  | 8.   | Old Boys Basilea (II) | 7  | 14 | 3 | 1 | 10 | 17 | 45 | -28 |

Legenda:
      Ammesso alla finale per la promozione in Serie A 1929-1930.
      Va agli spareggi Serie Promozione/Serie B.
Note:
Due punti a vittoria, uno a pareggio, zero a sconfitta.

### Finale gruppi centrali 1 e 2
S'incontrarono le due squadre vincenti i rispettivi gironi.
| Grenchen 25 maggio 1930 | Delémont | 3 – 3 (d.t.s.) | Young Boys (II) |  |

| Grenchen 1 giugno 1930 | Young Boys | 5 – 2 | Delémont |  |

### Spareggio d'ammissione allo spareggio Serie A/Serie Promozione
S'incontrarono la squadra vincente il girone 2 e la seconda del girone 1 (visto che lo Young Boys (II) vincitore del girone 1 era seconda squadra, non poteva essere promosso in Serie A).
| Lucerna 27 marzo 1930 | Lucerna | 7 – 0 | Delémont |  |

| Delémont 11 maggio 1930 | Delémont | 2 – 2 | Lucerna |  |

## Gruppo occidentali

### Gruppo ovest 1

#### Classifica finale
|  | Pos. | Squadra             | Pt | G  | V  | N | P  | GF | GS | DR  |
|  | ---- | ------------------- | -- | -- | -- | - | -- | -- | -- | --- |
|  | 1.   | Étoile Carouge (II) | 23 | 16 | 11 | 1 | 4  | 51 | 30 | +19 |
|  | 2.   | Monthey             | 23 | 16 | 10 | 3 | 3  | 50 | 27 | +23 |
|  | 3.   | Villeneuve-Sports   | 19 | 16 | 7  | 5 | 4  | 24 | 19 | +5  |
|  | 4.   | La Tour-de-Peilz    | 18 | 16 | 7  | 4 | 5  | 48 | 40 | +8  |
|  | 5.   | Montreux-Sports     | 14 | 16 | 5  | 4 | 7  | 32 | 34 | -2  |
|  | 6.   | Stade Nyonnais      | 13 | 16 | 5  | 3 | 8  | 28 | 42 | -14 |
|  | 7.   | Forward Morges      | 13 | 16 | 6  | 1 | 9  | 30 | 48 | -18 |
|  | 8.   | Stade Lausanne      | 12 | 16 | 4  | 4 | 8  | 38 | 48 | -10 |
|  | 9.   | Servette (II)       | 9  | 16 | 3  | 3 | 10 | 28 | 41 | -13 |

Legenda:
      Ammesso alla finale per la promozione in Serie A 1930-1931.
      Va agli spareggi Serie Promozione/Serie B.
Note:
Due punti a vittoria, uno a pareggio, zero a sconfitta.

#### Spareggio per il 1º posto
| Losanna 13 aprile 1929 | Étoile Carouge | 3 – 1 | Monthey |  |

### Gruppo ovest 2

#### Classifica finale
|  | Pos. | Squadra                | Pt | G  | V  | N | P  | GF | GS | DR  |
|  | ---- | ---------------------- | -- | -- | -- | - | -- | -- | -- | --- |
|  | 1.   | Racing Losanna         | 30 | 16 | 14 | 2 | 0  | 79 | 21 | +58 |
|  | 2.   | Couvet                 | 26 | 15 | 13 | 0 | 2  | 48 | 23 | +25 |
|  | 3.   | Concordia Yverdon      | 19 | 16 | 9  | 1 | 6  | 42 | 28 | +14 |
|  | 4.   | Renens                 | 17 | 16 | 7  | 3 | 6  | 33 | 30 | +3  |
|  | 5.   | Sylva-Sports Le Locle  | 14 | 16 | 6  | 2 | 8  | 33 | 33 | 0   |
|  | 6.   | Étoile-Sporting (II)   | 11 | 15 | 5  | 1 | 9  | 25 | 39 | -14 |
|  | 7.   | La Chaux-de-Fonds (II) | 11 | 16 | 5  | 1 | 10 | 20 | 51 | -31 |
|  | 8.   | Losanna (II)           | 10 | 16 | 5  | 0 | 11 | 28 | 46 | -18 |
|  | 9.   | Friburgo (II)          | 4  | 16 | 2  | 0 | 14 | 35 | 68 | -33 |

Legenda:
      Ammesso alla finale per la promozione in Serie A 1930-1931.
      Va agli spareggi Serie Promozione/Serie B.
Note:
Due punti a vittoria, uno a pareggio, zero a sconfitta.

### Finale gruppi ovest 1 e 2
S'incontrarono le due squadre vincenti i rispettivi gironi.
| Ginevra 4 maggio 1930 | Étoile Carouge | 10 – 1 | Racing Losanna |  |

| Losanna 11 maggio 1930 | Racing Losanna | 1 – 3 | Étoile Carouge (II) |  |

### Spareggio per partecipare allo spareggio Serie A/Serie Promozione
S'incontrarono la squadra vincente il girone 2 e la seconda del girone 1 (visto che l'Étoile Carouge (II) vincitore del girone 1 era seconda squadra, non poteva essere promosso in Serie A).
| Monthey 18 maggio 1930 | Monthey | 6 – 10 | Racing Losanna |  |

| Losanna 25 maggio 1930 | Racing Losanna | 3 – 2 | Monthey |  |

#### Spareggio
| Villeneuve 8 giugno 1930 | Racing Losanna | 2 – 2 (d.t.s.) | Monthey |  |

| Villeneuve 15 giugno 1930 | Racing Losanna | 4 – 3 | Monthey |  |

## Fase finale
S'incontrarono le tre squadre vincenti i rispettivi gironi per stabilire la squadra campione di categoria.
| Locarno 15 giugno 1930 | Locarno | 2 – 2 | Étoile Carouge (II) |  |

| Ginevra 22 giugno 1930 | Étoile Carouge | 5 – 1 | Delémont |  |

| Delémont 29 giugno 1930 | Delémont | 0 – 3 | Locarno |  |

### Spareggio finale
| Locarno 6 luglio 1930 | Locarno | 2 – 1 | Étoile Carouge (II) |  |

### Classifica finale
|  | Pos. | Squadra             | Pt | G | V | N | P | GF | GS | DR |
|  | ---- | ------------------- | -- | - | - | - | - | -- | -- | -- |
|  | 1.   | Locarno             | 3  | 2 | 1 | 1 | 0 | 5  | 2  | +3 |
|  | 2.   | Étoile Carouge (II) | 3  | 2 | 1 | 1 | 0 | 7  | 3  | +4 |
|  | 3.   | Delémont            | 0  | 2 | 0 | 0 | 1 | 1  | 8  | -7 |

Legenda:
      Campione Svizzero di Serie Promozione 1929-1930.
Note:
Due punti a vittoria, uno a pareggio, zero a sconfitta.

## Verdetti finali
- Il Locarno è Campione Svizzero della Serie Promozione 1929-1930.
- Nessuna squadra è promossa in Serie A 1930-1931.
- Nessuna squadra è retrocessa in Seconda Lega 1930-1931.